# Hypomecia
Hypomecia là một chi bướm đêm thuộc họ Noctuidae.